# Baileyclor
El baileyclor és un mineral de la classe dels silicats, que pertany al grup de la clorita. El baileyclor va ser anomenat l'any 1988 per Audrey C. Rule i Frank Radke en honor del professor Sturges William Bailey, especialista en fil·losilicats de la Universitat de Wisconsin (EUA). El sufix -clor és degut a la pertinença del mineral al grup de la clorita.

## Característiques
El baileyclor és un silicat de fórmula química (Zn,Fe,Al,Mg)₆((Si,Al)₄O10)(OH)₈ (amb el zinc coordinat octaedricament). Cristal·litza en el sistema triclínic. La seva duresa a l'escala de Mohs és 2,5 a 3.

## Formació i jaciments
El baileyclor ha estat descrit a tots els continents tret de l'Antàrtida i Àsia. Va ser descrit originalment al dipòsit "Red Drome" de Chigaloe (Austràlia). Sol trobar-se associat a andesina, granat, vesubianita, chamosita, goethita, hematites, calcosita, coure natiu, malaquita o calcita. A Catalunya ha estat descrita en un aflorament de conglomerats al municipi de Prullans, a prop del túnel i el castell de Sant Martí dels Castells (N-260; km. 202,10).